# Atari 400/800/XL/XE
Atari 400, Atari 800, серии XL и XE — семейство 8-разрядных домашних компьютеров производства компании Atari, которые выпускались с 1979 года и продавались в США. Последние модели семейства производились по 1992 год и распространялись в Европе.
Центральный процессор всех моделей семейства — MOS Technology 6502, работающий на частоте 1,79 МГц (1,77 МГц для PAL-версии).
Для обработки графики, звука, ввода/вывода были применены специализированные микросхемы — это разгружало процессор для других задач.
Такая производительность и архитектура позволили успешно конкурировать с другими домашними компьютерами того времени — Apple II и Commodore PET.
В целом, семейство имело коммерческий успех: с 1979 по 1985 год было продано около двух миллионов Atari 400 и 800, в 1981—1982 годах Atari лидировала на рынке домашних компьютеров. Наиболее популярной моделью семейства стала Atari 800XL, было продано более 600 тысяч экземпляров этой модели. Однако на продажи семейства драматично повлияло появление Commodore 64 и кризис индустрии компьютерных игр 1983 года.

## История
В 1976 году Warner Communications приобрела компанию Atari у Нолана Бушнелла. В то время готовилась к выходу на рынок игровая приставка Atari 2600.
В конце 1977 года Atari 2600 была выпущена, и сразу после этого была начата разработка новой машины. В команде инженеров Atari из исследовательского центра Grass Valley Research Center чувствовали, что у них есть около трёх лет до того, как Atari 2600 устареет, и начали разработку проекта новой консоли, которая бы стала заменой 2600 к 1979 году. То, к чему они пришли, было по сути «скорректированной» версией 2600, в которой исправлялись наиболее очевидные недостатки. Новая модель должна была быть быстрее 2600, с улучшенной графикой и намного лучшим звуком. Работа над чипами для новой системы продолжалась в течение 1978 года и в основном касалась улучшенной видеоподсистемы, названной Color Television Interface Adaptor (CTIA).
В 1977 году рынок домашних компьютеров делили между собой Apple II, Commodore PET и TRS-80. В феврале 1978 года директором Atari был назначен Рэй Кассар. Кассар хотел, чтобы новые домашние компьютеры Atari позволили конкурировать с Apple. Для того, чтобы машина была готова к такой роли, нужно было, чтобы она поддерживала символьную графику, имела возможность расширения периферийными устройствами, возможность загрузки программ с ленты или диска, возможность расширения памяти и предоставляла возможность работы с языком программирования BASIC.
Необходимость в символьной графике привела к появлению ANTIC — сопроцессора, работающего вместе с CTIA для формирования изображения. Как и TIA в модели 2600, CTIA отвечал только за спрайты. ANTIC был создан для работы с растровыми изображениями и символами и предоставлял набор текстовых и графических видеорежимов различного разрешения.

### Первые модели: 400 и 800
Менеджмент обозначил две целевых модели: Candy для нижнего ценового сегмента и Colleen для верхнего. Основное различие между двумя машинами было в маркетинге: Atari позиционировала Colleen как компьютер с игровыми функциями, а Candy как игровую приставку с функциями компьютера. Colleen должна была располагать слотами для ОЗУ и ПЗУ, а также вторым слотом под 8 КБ картридж, выходом на монитор и полноценной клавиатурой, в то время как на Candy использовалась мембранная клавиатура и внутренние слоты под память (недоступные для пользователя).
В то время стандарты Федеральной комиссии по связи (FCC) требовали, чтобы помехи от потребительских устройств в ТВ-диапазоне были минимальными. Из-за этого машины 400 и 800 имели прочный корпус с тяжёлым внутренним алюминиевым экранированием, формирующим клетку Фарадея.
Первоначально, как и большинство производителей домашних компьютеров, Atari намеревалась использовать для новых машин Microsoft BASIC, предполагая поставлять его в 8 КБ картридже. Но купленная у Microsoft версия для 6502 занимала 9 КБ; кроме того, у Atari было желание расширить возможности стандартного Бейсика поддержкой аппаратных возможностей новых компьютеров, что увеличило объём до 11 КБ, и все попытки Atari уложиться в 8 КБ провалились. В сентябре 1978 года Atari обратилась с этой проблемой в консалтинговую фирму Shepardson Microsystems (SMI), которая уже имела опыт написания BASIC для Apple II. В SMI им предложили написать собственную версию BASIC с нуля, в результате чего появился Atari BASIC.
Выход на рынок моделей, которые стали называться 400 и 800, был анонсирован на выставке CES в январе 1979 года, на West Coast Computer Faire в Сан-Франциско в мае и вновь на CES в июне, но выпуск машин начался лишь в августе и до ноября 1979 года они не были широко распространены. Первоначально различия моделей относились к объёму памяти — 4 КБ ОЗУ в модели 400 и 8 КБ в модели 800. Однако ко времени выпуска цены на память стали падать, и в результате обе модели вышли с 8 КБ ОЗУ.
По мере того как цены падали, Atari довела объём памяти для модели 800 до 48 КБ, полностью заполнив все слоты. Проблема с перегревом в модулях памяти привела к тому, что Atari пришлось отказаться от корпусов для модулей расширения памяти. Позже крышку над слотами расширения памяти стали прикручивать, первоначально она устанавливалась на защёлках.
Из-за ограничений FCC на новые машины нельзя было установить слот расширения, как у Apple II. Вместо этого был создан собственный дорогостоящий интерфейс, названный Serial Input/Output (SIO). Можно было подключить несколько внешних устройств, соединяя их друг с другом последовательно.
Несмотря на мембранную клавиатуру и единственный слот картриджа, продажи Atari 400 вдвое превысили продажи Atari 800. По этой причине разработчики практически не использовали правый слот, который был только на модели 800. В следующих моделях правый слот картриджа был убран.
Пик продаж моделей 400/800 пришёлся на 1982 год.
Их производство было прекращено в мае 1983 года.

### Проект Sweet 8/16
Atari с трудом конкурировала с Commodore, Apple и Tandy на рынке микрокомпьютеров. В середине 1981 года сообщалось, что Atari потеряла 10 млн долларов при таком же общем объёме продаж
Модели 400 и 800 были сложными и дорогими в производстве, они состояли из нескольких печатных плат, часть которых располагалась внутри массивной алюминиевой защиты. Расширение памяти предполагалось только с помощью специальных карт, что требовало применения дорогих соединительных шин и упаковки карт, но машины полностью дополнялись расширениями памяти непосредственно при производстве.
Ещё одним существенным фактором стало появление рейтингов комиссии FCC для цифровых устройств, используемых в быту и на рабочих местах. Один из рейтингов, известный как Class B, требовал, чтобы устройство не создавало помехи лишь для других устройств, таких как телевизоры и радиоприёмники. Тем самым стало возможным применение локальной защиты только от наиболее сильных радиопомех, а тяжёлое экранирование, как в моделях 400 и 800, уже не требовалось.
В 1981 году Atari начала проект Z800, основной целью которого было удешевить модель 800.
В 1982 году Atari эта работа носила названия Sweet 8 (или Liz NY) и Sweet 16. Результатом стал обновлённый ряд машин, в чём-то подобных моделям 400 и 800, но намного более дешёвых и простых в производстве. Улучшения в технологии создания микросхем позволили свести весь набор чипов исходной модели в один чип. В первоначальном дизайне было семь отдельных печатных плат, в новой модели обошлись всего одной. Atari даже заказала специальную версию процессора 6502 (модель 6502C «Sally»), в которой добавился вывод HALT, благодаря чему оказалось возможным выбросить из схемы целых четыре чипа.
В новых моделях также появился порт расширения для внешних устройств — 50-контактный Parallel Bus Interface (PBI). Предполагалось, что к нему будет подключаться внешнее устройство со слотами под карты расширения (1090XL, не было выпущено).

### 1200XL
Как и первые модели, Sweet 8/16 планировалось выпустить в двух вариантах — 1000 с 16 КБ ОЗУ и 1000X с 64 КБ. Но в итоге вместо пары моделей 1000 и 1000X была выпущена только одна машина — 1200XL, объединяющая дизайн обоих проектов Sweet 8/16. Наиболее заметные особенности: всего одна плата, 64 КБ ОЗУ, встроенный тест оборудования, изменённая клавиатура (с четырьмя функциональными клавишами и клавишей HELP) и переработанные внешние порты. В целом, 1200XL была ближе к концепции Sweet 16, предназначенной для верхнего ценового сегмента.
Часть функций в 1200XL была убрана или плохо реализована. Порт PBI был убран, SIO-порт так и остался единственным способом подключения периферии. Но линия +12В в SIO-порту была отключена, и некоторые внешние устройства не могли работать с новой моделью. Изменение расположения портов привело к тому что некоторые из выпускавшихся ранее джойстиков и картриджей стало сложно или невозможно использовать. Изменения во встроенном программном обеспечении привели к несовместимости с некоторыми программами.
В итоге, модель 1200XL получила функциональность модели 800, но при необоснованно высокой цене в 899 долларов.
После появления 1200XL, продажи модели 800 даже выросли.
Вскоре цену 1200XL пришлось снизить до 600—700 долларов.
Всего было выпущено около 100 000 экземпляров 1200XL, модель производилась с января по июль 1983 года, для неё не выпускалось PAL-версии.

### Новые модели XL
В это время Atari оказалась вовлечена в полноценную ценовую войну после того, как Джэк Трэмиэл из Commodore International попытался сбить цены своего старого врага Texas Instruments. За несколько лет до этого TI «подрезал» Commodore в секторе калькуляторов, почти вытеснив его с рынка. Но на этот раз Трэмиэл приобрёл компанию MOS Technology, и его предложение было сильнее, чем у TI, поэтому он мог одержать верх в этой борьбе.
Хотя Atari и не собиралась вступать в эту войну, ей пришлось это сделать для того, чтобы удержать свою долю рынка.
В 1983 году компьютер TI-99/4A продавался по цене в 99 долларов, и TI собиралась выпустить новый 99/2 по той же цене.
Цена Atari 800 в мае 1981 года составляла 1050 долларов, а в июне 1983 её пришлось снизить до 165 долларов.
Отталкиваясь от 1200XL в качестве основы новой линейки, инженеры Atari добавили несколько интегральных микросхем, которые покрывали и расширяли функциональность, имеющуюся в 1200XL. Новая модель также умещалась на одной печатной плате, но была ещё меньше и проще, и как результат — гораздо дешевле.
Несколько моделей нового дизайна — 600XL, 800XL, 1400XL и 1450XLD — были анонсированы на выставке CES летом 1983 года. В машины был встроен Atari BASIC и порт расширения Parallel Bus Interface (PBI), расположенный на задней стенке. Новые модели выглядели похожими на 1200XL, но расстояние от переднего края до задней стенки было меньше. Модели 1400 и 1450 имели встроенный модем на 300 бод и встроенный голосовой синтезатор, кроме того, модель 1450XLD имела больший корпус и встроенный привод для двусторонних гибких дисков.
Пытаясь сохранить прибыль при падающих ценах, Atari воспользовалась возможностью перенести производство на Дальний Восток. Но проблемы с новыми производственными линиями задержали выход машин на рынок. Первоначально предполагалось что новая линейка заменит 1200XL в середине 1983 года, но новые машины появились лишь к концу года, и в рождественский сезон 1983 года было доступно гораздо меньше экземпляров, чем ожидалось. Тем не менее, 800XL стал наиболее популярным компьютером Atari: с начала производства по конец 1984 года было выпущено более 600 000 экземпляров 800XL. Даты выпуска 1400XL и 1450XLD всё сдвигались и сдвигались, приоритет отдавался сначала 600XL/800XL, а затем 3600 System. В конце концов выпуск 1400XL был вовсе отменён, а 1450XLD отложен настолько, что его выпуск так и не состоялся. Также были доведены до уровня прототипа, но не выпущены модели 1600XL, 1650XLD и 1850XLD — они были отменены, когда Джеймс Дж. Морган стал директором компании.
Модель 600XL производилась в Гонконге и Китае, производство было прекращено в июле 1984 года. 800XL выпускалась в Гонконге и на Тайване до 1985 года.

### Серия XE
К концу 1983 года ценовая война на рынке домашних компьютеров достигла своего апогея. Хотя модели 600/800 были хорошо позиционированы в терминах цены/возможностей, их выход на рынок запоздал настолько, что Commodore намного обошёл Atari в сезон Рождества 1983 года. Учитывая также разразившийся одновременно кризис индустрии компьютерных игр 1983 года, Atari стала терять миллионы долларов в день. Её владельцы, Warner Communications, в отчаянии изыскивали возможность продать это подразделение.
Хотя Commodore вышла из ценовой войны целой и невредимой, разногласия внутри фирмы привели к тому, что Джэк Трэмиэл был снят со своего поста. Рассматривая возможности вернуться на рынок, он вскоре приобрёл Atari у Warner по исключительно низкой цене. Получив подразделения, занимающиеся домашними компьютерами и игровыми приставками, Трэмиэл сформировал на их основе Atari Corporation.
В 1984 году Atari продала около 700 000 компьютеров, в то время как Commodore — около 2 миллионов. Компания готовилась к поставкам новой Atari ST, но Трэмиэл был недоволен продажами 8-разрядных машин и говорил, что они идут «очень, очень медленно». Компьютеры никогда не были основной частью бизнеса Atari и, возможно, семейство 8-разрядных Atari вообще никогда не было прибыльным, несмотря на то что к началу 1986 года было продано около полутора миллионов машин.
В 1985 и начале 1986 года рынок игр и программ для Atari стал сокращаться. Раньше новые игры выходили прежде всего для Atari, а потом уже для других платформ, теперь же ситуация изменилась.
Трэмиэл был родом из Польши и сохранял связи с людьми из Европы. В конце 1980-х он получил возможность использовать эти связи для расширения бизнеса компании. Для продаж в Европе нужна была новая, очень дешёвая модель компьютера.
Последними компьютерами 8-разрядного семейства стали 65XE и 130XE (XE означало «XL Expanded» — «расширенная XL»). Они были анонсированы в 1985 году, в то же время, что и первые модели серии Atari ST, и облик новых моделей также был близок к стилю ST.
Сначала предполагалось, что 65XE будет названа 900XLF, это был функциональный эквивалент 800XL, но без порта расширения PBI.
Европейская версия 65XE и модель 130XE имели порт Enhanced Cartridge Interface (ECI), полусовместимый вариант PBI. 130XE поставлялась со 128 КБ памяти, доступной через выбор банка ОЗУ.
Помимо этого, в Европе (преимущественно, в Восточной Европе) продавалась модель 800XE — по сути, особая комплектация 65XE.

### XEGS
Последней моделью серии стала XE Game System (XEGS), выпущенная в 1987 году по цене 199 долларов. Система поставлялась вместе с отдельной отключаемой клавиатурой, джойстиком, световым пистолетом и парой игровых картриджей. В сущности, это была машина 65XE, выпущенная в новом корпусе и тем самым совместимая со всем программным обеспечением 8-разрядного семейства. Продажи системы были в целом провальными, что было связано с неудачным маркетингом и малым числом релизов новых игр.
С января 1992 года Atari официально прекратила поддержку всех 8-разрядных систем.

### Временная шкала
Данные о датах начала и окончания производства для данной диаграммы взяты из Atari 8-Bit Computers F.A.Q.  и Chronology of Personal Computers.

## Модели семейства
- 400 и 800 (1979) — первоначальные модели; в 400 была мембранная клавиатура, в 800 — полноценная клавиатура, два порта картриджей, выход на монитор, слоты расширения памяти (до 48 КБ). Позже PAL-версия выпускалась с процессором 6502C.
- 1200XL (1982) — новый корпус из алюминия и пластика, 64 КБ памяти, два порта для джойстиков. Клавиша Help, четыре функциональных клавиши. Новая операционная система, имевшая проблемы совместимости с программами для предыдущих моделей.

- 600XL и 800XL (1983)[30][41]
- 800XLF — 800XL c FREDDIE-чипом и BASIC версии C. Продавалась только в Европе.
- 65XE и 130XE (1985)[36] — 800XLF с новым корпусом и клавиатурой
- XEGS (1987) — игровая приставка в лёгком корпусе с подключаемой клавиатурой (от Atari ST)
- 800XE — финальная машина серии, выполненная в стиле 65XE и 130XE; по сути, 130XE с 64 КБ ОЗУ. Распространена в основном в Восточной Европе[37].

Прототипы (не были официально выпущены)
- 1400XL — машина подобная 1200XL, плюс PBI, чип FREDDIE, встроенный модем и чип речевого синтезатора[42]. Отменена Джеймсом Дж. Морганом[14].
- 1450XLD — кодовое имя Dynasty. 1400XL со встроенным дисководом 5,25 дюйма и местом под ещё один дисковод[28]. Отменена Джеймсом Дж. Морганом[14].
- 1600XL — кодовое имя Shakti, система с двумя процессорами — 6502 и 80186[29].
- 900XLF — редизайн 800XLF, в итоге стала 65XE[43].
- 65XEM — 65XE со звуковым/голосовым синтезатором AMY[44]. Модель была представлена на CES 1985, но в итоге была отменена.
- 65XEP — «портативный» вариант 65XE с зелёным монитором и пакетом батарей[45]. Не была выпущена.
- 1090XL — внешнее устройство расширения, 5 слотов расширения в большом корпусе[18]. Не было выпущено.
- 1055, XF351, XF354 — дисководы на 3,5 дюйма

## Технические особенности
Atari использовала процессор 6502, пару чипов ANTIC и GTIA для графики, чип POKEY для звука и последовательного ввода-вывода (SIO). Эти дополнительные чипы контролировались набором регистров, спроецированных на память центрального процессора.

### Специализированные микросхемы
SALLY (6502С)
Специальная версия микропроцессора 6502, с выведенным сигналом HALT'. Этот сигнал позволял притормаживать процессор в то время когда ANTIC использовал шину процессора для обмена данными; при использовании обычного 6502 той же цели служила схема на четырёх микросхемах. Sally использовался в поздних версиях моделей 400/800, во всех моделях XL/XE, а также в игровых приставках Atari 5200 и 7800.
ANTIC
AlphaNumeric Television Interface Controller — микропроцессор, исполняющий инструкции по формированию изображения; полный список инструкций, формирующих экран, известен как Display List. Каждая инструкция описывает, как должна изображаться одна строка экрана (с указанием текстового или графического режима), где она отображается, содержит ли прерывания, разрешён ли скроллинг, и где брать информацию для отображения. Поскольку каждая строка программируется отдельно, то возможно совмещение текста и графики и использование нескольких режимов на одном экране. Вертикальный и горизонтальный скроллинг выполняется без копирования скроллируемых данных.
CTIA / GTIA
Color Television Interface Adaptor — использовался в Atari 400/800. CTIA получает информацию от ANTIC, контролирует спрайты, определяет столкновения, приоритет и цвет/яркость объектов. На выходе чипа формируются раздельные цифровые сигналы яркости и цветности, из которых затем формируется аналоговый композитный видеосигнал.
Graphic Television Interface Adaptor заменил CTIA в более поздних моделях, сохранил совместимость с CTIA и добавил 3 дополнительных видеорежима.
POKEY
POtentiometer and KEYboard — чип ввода-вывода: отвечает за опрос клавиатуры, генерацию звука и обмен с внешними устройствами. Также предоставляет таймер, генератор случайных чисел (используется для генерации шума) и маскируемые прерывания. POKEY имеет четыре 8-битных полу-независимых звуковых канала, каждый со своей частотой, шумом и громкостью. Для формирования более качественного звука (16 бит) два канала звука можно объединить в один.
Чип POKEY, кроме домашних компьютеров Atari, использовался также в игровых автоматах, таких как Missile Command и Asteroids Deluxe.
FREDDIE
Отдельный чип, отвечающий за работу с динамическим ОЗУ. Замещал ряд микросхем малой и средней степени интеграции, с целью удешевления конструкции. FREDDIE использовался в моделях 800XL (поздних выпусков) и XE.

### Видеорежимы
Аппаратура позволяла выводить до 384 пикселов по горизонтали и до 240 строк по вертикали.
Видеорежимы, предоставляемые операционной системой:
- Текстовые 40×24
- Текстовый 20×24, одноцветный текст, символ 8×8, режим соответствует графическому режиму 160×192
- Текстовые 20×12
- Графический 40×24, 4 цвета
- Графические 80×48, 2 либо 4 цвета
- Графические 160×96, 2 либо 4 цвета
- Графические 160×192, 2 либо 4 цвета
- Графический 320×192, 2 цвета
- Графические 80×192 (только GTIA[англ.]), 9 либо 15 цветов, либо 16 градаций яркости

Существовала возможность программно формировать изображение, выходящее за ограничения стандартных видеорежимов, например, видеорежим 80×192 с любым цветом в каждой точке. Но из-за отличий в телевизионных стандартах разложения программное формирование изображения, работающее в PAL версии компьютера, могло неправильно работать в NTSC версии и наоборот.

## Программное обеспечение
В библиотеке программ для 8-разрядных компьютеров Atari бо́льшую часть занимали игры. Так, в сборнике обзоров за 1984 год 198 страниц посвящено играм и 167 страниц — всем остальным программам.

### Встроенное ПО
Компьютеры поставлялись с некоторым подобием операционной системы, встроенной в ПЗУ. В Atari 400/800 это были три чипа общим объёмом в 10 КБ: первоначально с OS Rev A, затем с исправленной OS Rev B.
Машины серии XL/XE имели ОС объёмом 16 КБ, с рядом несовместимостей с программами, выпущенными для Atari 400/800. Проблемы несовместимости решались с помощью специального диска Translator Disk[прояснить].
Игровая приставка XEGS имела 32 КБ ПЗУ, включая 16 КБ ОС, 8 КБ BASIC и игру Missile Command.

### Atari DOS
Встроенное ПО Atari содержало процедуры для низкоуровневого доступа к диску. Но для работы с файлами требовалась операционная система. Ей стала Atari DOS, загружаемая с диска. Atari DOS не имела командной строки и управлялась с помощью меню.
Существовало несколько версий Atari DOS:
- DOS 1.0 — первоначальная версия Atari DOS, выпущена в 1979 году.
- DOS 2.0S, 2.0D — улучшенный вариант DOS 1.0, стала стандартом для дисковода 810; версия 2.0D была выпущена для дисковода 815.
- DOS 3.0 — первоначально поставлялась с дисководом 1050. Использовала другой формат диска и была несовместима с DOS 2.0, и в результате не стала популярной.
- DOS 2.5 — заменила DOS 3.0 для дисковода 1050. Функционально идентична DOS 2.0S, но может читать диски расширенной плотности.
- DOS 4.0 — разработана для 1450XLD, отменена.
- DOS XE — разработана для дисковода XF551; работает только на моделях XL/XE. Поддерживает даты файлов и поддиректории.

Также существует около десятка дисковых операционных систем для Atari от сторонних разработчиков. Некоторые из них были довольно продвинутыми, например, SpartaDOS X.

### Игры
Для 8-разрядного семейства Atari было выпущено несколько тысяч  коммерческих игр, основная масса — с 1981 по 1989 годы.
Игра Star Raiders (1979) хорошо представляла графические возможности компьютера, использовалась для демонстрации в магазинах, и по сути она стала «killer app» — для многих людей она послужила причиной, по которой они купили компьютер Atari в начале 1980-х.
Некоторые из наиболее популярных игр (по данным сайта AtariMania):
1. Boulder Dash
2. Montezuma’s Revenge
3. Bruce Lee
4. Rescue on Fractalus!
5. River Raid
6. Pole Position
7. International Karate
8. Star Raiders
9. Dropzone
10. Pitfall! II — Lost Caverns
11. Alley Cat
12. Zybex
13. Archon
14. M.U.L.E.
15. Q*bert

### Прочее ПО
Языки программирования:
- Ассемблеры: Atari Assembler Editor, Atari Macro Assembler, MAC/65[англ.] и др.
- BASIC: Atari BASIC в ПЗУ, Atari Microsoft BASIC[англ.], Turbo Basic XL и др.
- Си: Deep Blue C, Lightspeed C, cc65
- Паскаль, Форт — несколько реализаций
- INTER-LISP/65, Atari LOGO[англ.], Atari PILOT
- Action![англ.] — язык специализированный под 8-разрядные Atari, по синтаксису сходен с Алгол-68[58]

Для Atari также выпускались текстовые процессоры (AtariWriter, Bank Street Writer), электронные таблицы (VisiCalc), музыкальные редакторы (Music Construction Set), обучающие программы.

## Периферия
За время использования 8-разрядной серии для неё было выпущено множество периферийных устройств, как самой Atari, так и сторонними производителями.
Периферия Atari использовала проприетарный порт SIO, который допускал соединение нескольких устройств «цепочкой». Кроме того, на моделях XL появился порт расширения PBI, и несколько устройств было предназначено для него.
- Джойстики от Atari 2600 были совместимы со всеми 8-разрядными компьютерами Atari. Кроме того, для компьютеров выпускались свои контроллеры и другие устройства ввода: цифровая клавиатура, трекбол, световое перо, световой пистолет.
- Несколько кассетных магнитофонов[59] (в отличие от многих других домашних компьютеров, с 8-разрядными Atari невозможно использовать обычный бытовой магнитофон).
- Несколько моделей дисководов для дискет на 5,25 дюйма — одинарной, расширенной и двойной плотности[60]
- Принтеры различных типов: матричные, термические, цветные[61]
- Модемы, как акустические, так и с прямым соединением с линией[62]
- Другая периферия, включая порты Centronics/RS-232, интерфейсы SASI / SCSI, модули памяти и пр.
- В течение небольшого времени выпускались комплекты AtariLab Starter Kit[англ.], включающие прибор и картридж с программой, что позволяло использовать компьютер для некоторых простых физических экспериментов[63].

- Магнитофон Atari 410
- Интерфейс Atari 850
- Магнитофон Atari 1010
- Плоттер Atari 1020[англ.]
- Принтер Atari 1027
- Дисковод Atari 1050
- Магнитофон Atari XC12
- Джойстик CX40 в цветах XE
- Клавиатура XEGS
- Световой пистолет Atari XG-1
- AtariLab